# 심판 (스포츠)

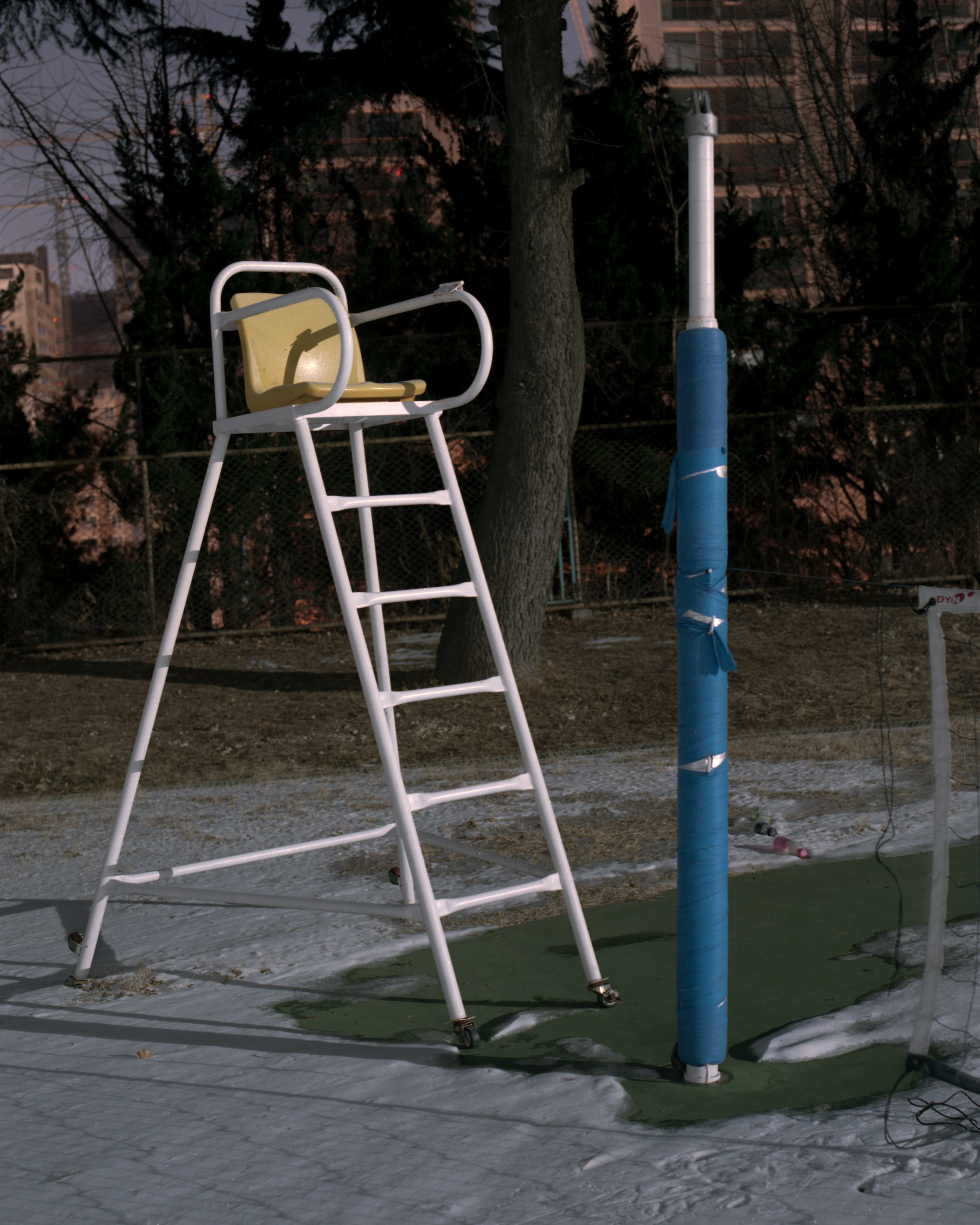
심판대

심판(審判)은 스포츠 경기를 규칙에 의거하여 엄격하고 원활하게 진행, 성립시키는 역할을 하고 판정을 내리는 인물을 가리킨다. 경기를 원활하게 진행시키기 위해서 여러 심판원에 심판단이 구성되는 경우, 심판단의 책임자가 되는 심판원을 주심이라고 하며 다른 심판원은 부심이라고 한다.

## 각 스포츠의 심판

### 축구
원래 팀 주장 (스포츠)들은 경기장에서의 분쟁을 해결하기 위해 서로 협의했다. 결국 이 역할은 심판에게 위임되었다. 각 팀은 팀 주장이 게임에 집중할 수 있도록 자신의 당파 심판을 데려온다. 오늘날 많은 아마추어 축구 경기에서 각 팀은 한 명 또는 두 명의 부심이 제공되지 않는 경우 운영 축구 협회가 임명한 중립 심판을 돕기 위해 여전히 당파적인 부심(여전히 일반적으로 클럽 라인맨이라고 함)을 제공한다. 이 경우 라인맨의 역할은 아웃 오브 플레이를 나타내는 것으로 제한되며 오프 사이드를 결정할 수 없다.
축구 경기는 심판이 주재하며, 심판은 경기 규칙에 따라 "그가 임명된 경기와 관련하여 경기 규칙을 시행할 전적인 권한"을 부여받는다(법 5). 주심은 종종 두 명의 부심의 도움을 받으며 때로는 네 번째 심판의 도움을 받는다.

### 럭비
1892년, 주장들이 득점 여부에 대해 동의할 수 없는 논쟁의 결과로 국제 럭비 위원회가 창설되었다. 럭비법은 중재를 더 쉽고 일관되게 만들기 위해 각 경기마다 심판 1명과 터치 심판 2명을 요구하도록 변경되었다.

## 같이 보기
- 심판